# آنفولانزای بزرگ
آنفولانزای بزرگ: داستان حماسی مرگبارترین همه گیری تاریخ یک کتاب غیرداستانی نوشته جان ام. بری که در سال ۲۰۰۴ منتشر شد و در آن به بررسی آنفولانزای اسپانیایی ۱۹۱۸-۱۹۲۰ می‌‏پردازد، که یکی از بدترین‌ بیماری‌های همه‌گیر در طول تاریخ است. بری بر آنچه که هنگام وقوع آن در ایالات متحده به وقوع پیوسته تمرکز کرده و تلاش می‌‏کند تا آن را در متن تاریخ آمریکا با درون‏مایه تاریخچه پزشکی قرار دهد. کتاب نشان می‏‌دهد که آنفولانزا چگونه در هسکل کانتی، کانزاس شروع شد و به کمپ تمرینی فانستون ارتش ایالات متحده در کانزاس گسترش یافت، و با جابجایی سربازان طی جنگ جهانی اول به اقصی نقاط جهان رسید. ترجمه فارسی این کتاب توسط انتشارات مهراندیش با ترجمه حامد کریمی منتشر شده است.

## بازخوردها
در تابستان ۲۰۰۵ رئیس جمهور وقت جورج دبلیو. بوش هنگامی که در مزرعه‌‏اش در کرافورد در تعطیلات به سر می‏‌برد، این کتاب را مطالعه کرد. او بر اساس این مطالعه بعداً در یک سخنرانی در نوامبر ۲۰۰۵ برنامه‌هایی را به دولت فدرال ارائه کرد تا برای همه‌گیری‌های آینده آماده شود.
در سال ۲۰۲۰ این کتاب در نتیجه دنیاگیری کوید-۱۹ موج جدیدی از محبوبیت را تجربه کرد.